# Bound
Bound (también conocida como Sin límites en Argentina, Lazos ardientes en España y Cómplices en México) es una película neo-noir de 1996 del género suspense criminal dirigida por las hermanas Wachowski. Trata de una mujer (Jennifer Tilly) que desea escapar de la relación con su novio mafioso (Joe Pantoliano). Cuando conoce a la intrigante expresidiaria (Gina Gershon) contratada para renovar el apartamento vecino, las dos mujeres comienzan una relación pasional y preparan un plan para robar dos millones de dólares a la mafia.
Bound fue la primera película dirigida por las Wachowski, y ellas se inspiraron en Billy Wilder para contar una historia noir repleta de sexo y violencia. Financiada por Dino De Laurentiis, la película se realizó con un presupuesto muy ajustado con la ayuda de los escasos miembros del equipo de producción, incluyendo al cineasta Bill Pope. Las directoras tuvieron problemas para encontrar actrices para los papeles de los personajes lésbicos de Violet y Corky hasta que consiguieron a Tilly y Gershon. Para la coreografía de las escenas de sexo, las directoras contrataron a la educadora sexual Susie Bright, que además fue una de los extras de la película.
Bound recibió reseñas positivas de los críticos de cine, que alabaron el humor y estilo de las directoras así como el realismo empleado a la hora de mostrar una relación lésbica en una película dirigida a todos los públicos (y no únicamente el LGBT). Los detractores de la película criticaron la violencia excesiva y la superficialidad del argumento. La película ganó diversos premios de festivales entre 1996 y 1997.

## Argumento
Corky (Gershon), una lesbiana que acaba de salir de la cárcel tras cinco años de prisión, llega a un edificio de apartamentos para comenzar su trabajo como fontanera y decoradora. De camino al apartamento en el que va a trabajar  conoce a la pareja que vive al lado, Violet (Tilly) y Caesar (Pantoliano). Poco después de que Corky comience su trabajo, Violet le pide que le ayude a recuperar un pendiente del desagüe. Corky rescata el pendiente y Violet le da una cerveza en compensación. Violet confiesa que perdió el pendiente a propósito, y empieza a seducir a Corky. La llegada de Caesar les interrumpe. Cuando Corky se va, Violet la sigue y le pide perdón por no haber podido acabar lo que comenzaron. Se van al apartamento de Corky y hacen el amor. A la mañana siguiente, Violet le dice a Corky que Caesar es un blanqueador de dinero de la mafia y que han estado juntos durante cinco años (el mismo tiempo que Corky tuvo que cumplir de pena). 
En el apartamento de Caesar y Violet, Caesar y otros hombres comienzan a golpear y torturar a un hombre llamado Shelly (Barry Kivel), que ha estado robando dinero del negocio. Violet le dice a Corky que quiere empezar una nueva vida por su cuenta, pero que necesita la ayuda de Corky para eso. Sabe que Caesar encontrará el dinero robado, unos dos millones de dólares, y que lo contará en su apartamento, dándoles la oportunidad de robarlo. Corky no está segura de si confiar en Violet o no.
Más tarde, Caesar regresa al apartamento con un saco de dinero ensangrentado. Shelly está muerto, habiendo sido acribillado a tiros por Johnnie (Christopher Meloni), el hijo del capo de la mafia Gino Marzonne (Richard C. Sarafian). Caesar procede a lavar y planchar el dinero ensangrentado, y a colgarlo para que se seque. 

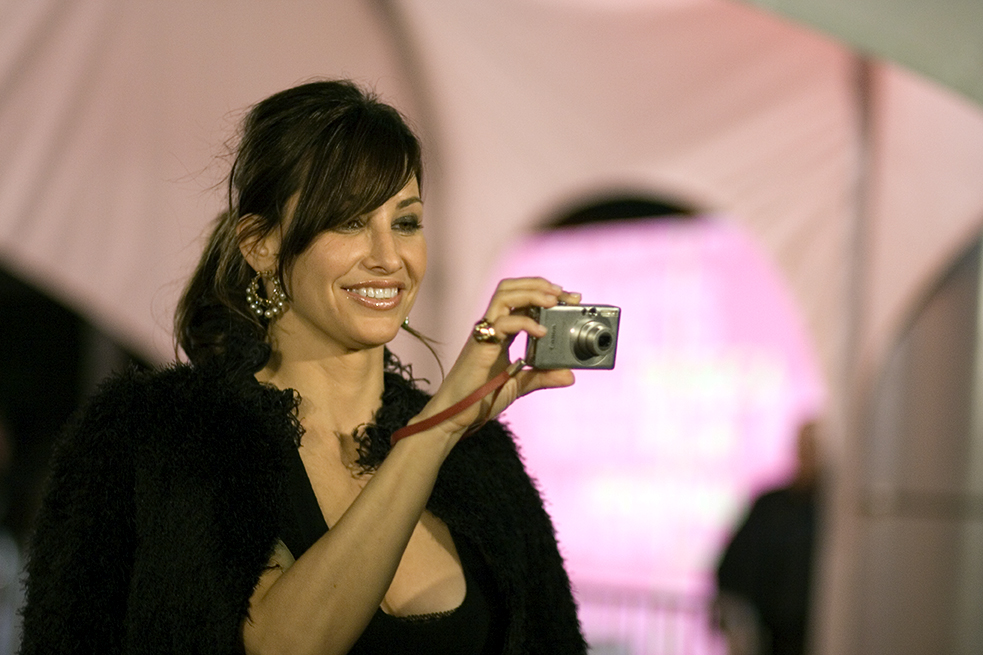
Gina Gershon interpreta a la peligrosa y seductora Corky.

En el apartamento de Corky, las dos mujeres planifican sus movimientos. Violet explica que Caesar y Johnnie se odian, y que Gino y Johnnie serán los que vayan a recoger el dinero de manos de Caesar. El plan es el siguiente: cuando Caesar haya terminado de contar el dinero, Violet le servirá una copa para que se relaje. Corky estará en el apartamento de al lado, esperando a oír que la ducha se ponga en marcha. Violet tirará la botella de whisky escocés que es para Gino al suelo, y le dirá a Caesar que va a salir a comprar más. Al salir del apartamento, dejará entrar a Corky, que robará el dinero de su maletín. Violet volverá entonces con la botella y le dirá a Caesar que acaba de ver a Johnnie marcharse, pero que Gino no estaba con él. Caesar comprobará que el dinero siga en su sitio, verá que ya no está, y presupondrá que Johnnie se lo llevó. Y tendrá que escapar.
Todo va según lo planeado hasta que Caesar descubre que el dinero ya no está en su sitio. Se da cuenta de que si se va, Gino sabrá que él se llevó el dinero. Decide que tiene que recuperar el dinero de manos de Johnnie. Desesperada, Violet amenaza con abandonarle. Caesar desenfunda su pistola y la obliga a quedarse, pensando que tal vez Johnnie y ella están compinchados. 
Corky aguarda en el otro apartamento con el dinero, cuando aparecen Gino y Johnnie. Caesar intenta aparentar que todo va bien, pero no pasará mucho tiempo hasta que sea evidente que no tiene el dinero, y Corky deberá decidir si ayuda a Violet o se escapa con el dinero.

## Historia y producción

### Concepción
El productor Joel Silver dijo que tras trabajar como guionistas en la película Asesinos, las hermanas Wachowski hicieron de Bound una "pieza de audición" para demostrar que sabían qué había que hacer en el escenario de una película. Tenían la idea de escribir una historia sobre cómo una persona podría ver a una mujer por la calle y realizar suposiciones sobre su sexualidad, pero cómo éstas podrían ser incorrectas. Querían jugar con los estereotipos mientras hacían una película que fuera entretenida y que contuviera sexo y violencia, porque esa era la clase de películas que les gustaba ver. Interpretando el cine negro como un género en el que podían contar una historia y manipular las convenciones, señalan como una gran influencia a Billy Wilder.
Cuando los ejecutivos de algunos estudios leyeron el guion, dijeron a las hermanas Wachowski que si cambiaban el personaje de Corky por un hombre les interesaría la idea. Las hermanas lo rechazaron, diciendo que "esa película se ha hecho un millón de veces, así que no estamos muy interesados en eso". Dino De Laurentiis, el productor ejecutivo de Asesinos, se ofreció a financiar Bound y a que su compañía la produjera, dándoles "rienda suelta" en lo relativo a la historia. El presupuesto de la película fue de 6.000.000 de dólares.

### Casting
Las hermanas Wachowski tuvieron muchos problemas para encontrar actrices para los personajes de Violet y Corky, en principio debido al contenido lésbico de la película. Pocas actrices estuvieron interesadas en el tema. El papel de Violet se esperaba que fuera para Linda Hamilton, y Jennifer Tilly leyó en la prueba para el papel de Corky. Le encantó ese papel y deseaba interpretar a un personaje muy distinto al de otras épocas de su carrera. Cuando el papel de Violet estuvo disponible, y Gina Gershon acudió a leer para el papel de Corky, Tilly estuvo de acuerdo con que Gershon haría mejor de Corky. Se dio cuenta de que se identificaba con el personaje de Violet, una mujer "infravalorada por todos los hombres a su alrededor" que tiene que "seguir el juego".
Lo describe como el mejor papel que ha tenido nunca. Gina Gershon sugirió el nombre de Joe Pantoliano a las hermanas Wachowski para el papel de Caesar. Fue su primer papel protagonista en una película, y Pantoliano dijo que fue su favorito.

### Rodaje

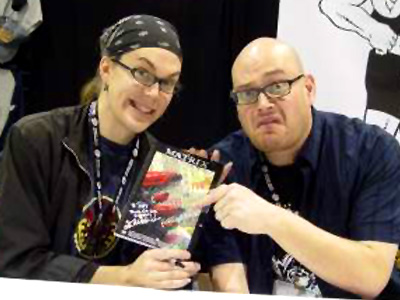
Bound fue el debut cinematográfico de las hermanas Wachowski.

Bound se rodó en 38 días en Santa Mónica, California. El director de fotografía original de las Wachowski dimitió a tenor de que no podía realizar la película con el presupuesto limitado del que se disponía, y además no creía que nadie pudiera. Las hermanas en consecuencia contrataron al cineasta Bill Pope, quien conocía "a un montón de tíos baratos". Pope se involucró a fondo en la creación del estilo visual noir de la película. Las Wachowski y él se basaron especialmente en su amor por los cómics, especialmente por el cómic neo-noir de Frank Miller Sin City. La contraparte de Pope a nivel sonoro era el director de sonido Don Davis. Una de sus ideas fue darle a Corky un estilo felino introduciendo un sonido "sibilante" cada vez que ella pasaba por delante de la cámara en la escena en que ella y Violet planean el robo.
Las Wachowski pidieron a Joe Pantoliano que viera la película El tesoro de Sierra Madre de John Huston, y que se concentrara en el personaje de Humphrey Bogart para preparar la paranoia de Caesar. Gershon se basó en James Dean, Marlon Brando y Clint Eastwood. Tanto Gershon como Tilly tuvieron ciertos nervios al rodar las escenas de sexo, y se prepararon para ello bebiendo tequila.
Hubo muy poca improvisación durante el rodaje debido a la planificación meticulosa de los directores y su clara visión de la película. Aun así, no todo salió como se esperaba, ya que los intercambios físicos de la película resultaron en algunas lesiones. Barry Kivel, cuyo personaje (Shelly) recibe una brutal paliza en el cuarto de baño de Caesar, recibió un golpe en la cabeza al darse contra el retrete. En las escenas entre Corky y Caesar al final de la película, Gina Gershon se golpeó la mano con tanta fuerza al quitarle la pistola a Joe Pantoliano que necesitó puntos de sutura.

### Escenas de sexo
Las escenas de sexo fueron coreografiadas por la escritora feminista y educadora sexual Susie Bright. Las hermanas Wachowski eran fanes de Bright y le enviaron una copia del guion junto a una carta solicitándole que fuera una de los extras de la película. Cuando leyó el guion le encantó, en especial el hecho de que las mujeres se divirtieran haciendo el amor y no tuvieran que disculparse por ello. Un tanto decepcionada de que no se especificara qué pasaba en las escenas de sexo, preguntó si podría ser una consultora del sexo en la película, y ellas aceptaron. La escena sexual principal en la habitación de Corky se rodó en una larga toma. Las hermanas Wachowski creyeron que esto parecería más realista que si hubiera varias tomas editadas juntas posteriormente. Aunque el escenario debería haber estado restringido, hubo mucha gente presente, moviendo las paredes del escenario para permitir el movimiento completo de las cámaras alrededor de las actrices.
Bright interpretó a Jessie, la mujer con la que Corky flirtea en el bar. La cómica Margaret Smith interpretó a la novia de Jessie, y las extras de la escena del bar eran amigas de Bright —"lesbianas reales de San Francisco"—.

## Reparto
- Jennifer Tilly como Violet, una mujer que quiere salir "del negocio" de la mafia.
- Gina Gershon como Corky, una expresidiaria que trabaja en el apartamento al lado de Violet y Caesar.
- Joe Pantoliano como Caesar, novio de Violet y blanqueador de dinero para la mafia.
- John P. Ryan como Micky Malnato, amigo mafioso de Caesar.
- Christopher Meloni como Johnnie Marzzone, hijo de Gino y rival de Caesar.
- Richard C. Sarafian como Gino Marzzone, capo de la mafia que intenta mediar entre Caesar y su hijo Johnnie
- Mary Mara como Sue, la camarera del bar gay que Corky visita.
- Susie Bright como Jesse, una chica en un bar con la que Corky intenta flirtear.
- Margaret Smith como Mujer policía, la novia de Jesse que reconoce a Corky como una expresidiaria.
- Barry Kivel como Shelly, el asociado de Caesar que roba el dinero de la mafia y es asesinado por Johnnie.
- Peter Spellos como Lou, el asociado de la mafia de Mickey.
- Ivan Kane como Policía #1, acude al apartamento de Violet y Caesar cuando se oyen disparos en el mismo.
- Kevin Michael Richardson como Policía #2
- Gene Borkan como Roy, chofer de Gino.

## Calificación y distribución
Bound fue calificada por la Motion Picture Association of America como R (permitida a menores acompañados por un adulto) por "mucha sexualidad, violencia e insultos". Para conseguir esa calificación (y evitar la de NC-17, prohibido para menores de 18 años, letal para conseguir un buen nivel de audiencia), las directoras tuvieron que cortar parte de la primera escena de sexo entre Corky y Violet. Lo que más les preocupaba eran las imágenes de lo que Lana Wachowski denominó "sexo manual".  También obtuvo la calificación R en Australia, R18 en Nueva Zelanda, 18 en el Reino Unido y 18 en España. En Canadá fue calificada como R en Manitoba y Ontario, 18 en Nueva Escocia y +16 en Quebec.
La película se estrenó el 31 de agosto de 1996 en el Festival Internacional de Cine de Venecia, y en septiembre se proyectó en el Festival Internacional de Cine de Toronto. Fue estrenada en 261 salas de Estados Unidos el 4 de octubre de 1996, por medio de la distribuidora Gramercy Pictures. Salió del cartel tres semanas después. En España se estrenó el 17 de enero de 1997, y en Reino Unido el 28 de febrero de 1997.
Bound salió en DVD (Zona 1) el 12 de noviembre de 1997 por medio de Republic Pictures. Incluía el tráiler original y un comentario de audio de los directores y protagonistas. Apareció en Zona 2 el 25 de agosto de 2003 por medio de Pathé Distribution, incluyendo avances originales, comentarios de audio por lo directores y protagonistas, biografías del reparto y equipo y un reportaje de producción. En Zona 4 salió el 14 de agosto de 2006, distribuida por Reel e incluyendo comentarios de audio.

## Recibimiento

### Taquilla
Bound consiguió 3.802.260 dólares en los Estados Unidos. El fin de semana de su estreno, en 261 salas, obtuvo 900.902 dólares, el 23.7% de sus beneficios totales. Según Box Office Mojo, obtuvo el puesto 161 de todas las películas estrenadas en Estados Unidos en 1996, y el 74 para películas de calificación R de ese mismo año. En junio de 2007, ocupaba el puesto 54 de películas de temática LGBT de todos los tiempos.

### Críticas

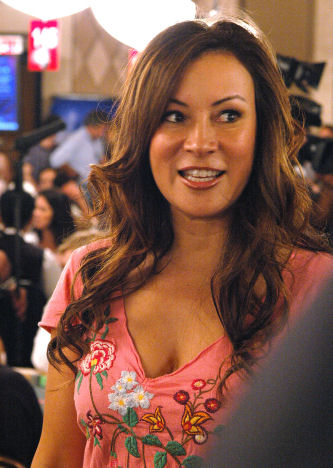
Jennifer Tilly recibió un premio a la mejor actriz en el festival Fantasporto de 1997 por su interpretación de Violet.

Rotten Tomatoes le otorgó una calificación "fresca" de 91% basada en 32 revisiones, y Metacritic le dio una puntuación de 61% basada en 19 revisiones. Las hermanas Wachowski fueron ampliamente alabados por los críticos por su debut, que fue descrito como inteligente, sofisticado y con estilo. Roger Ebert dijo que su habilidosa realización de la película mostraba virtuosismo y confianza. Marjorie Baumgarten, escribiendo para el The Austin Chronicle, calificó el debut de impresionante, diciendo que las Wachowski tienen "estilo para quemar". James Kendrick dijo que la película era oscuramente cómica e impactante, y que señalaba la llegada de las Wachowski a la arena cinematográfica. Detractores de la película como Todd McCarthy de la revista Variety dijeron que la película carecía de sentido del humor y de profundidad, que era pretenciosa, superficial y exagerada.
Al estrenarse Bound, las Wachowski fueron comparados con los hermanos Coen. Rita Kempley del The Washington Post llegó a llamarles los "clones de los hermanos Coen". En particular, se extrajeron ciertas similitudes entre Bound y la película neo-noir de los Coen de 1984 Blood Simple. Bryant Frazer de Deep Focus lo llamó un "obvio precursor". Los críticos notaron ciertas similitudes con películas de Quentin Tarantino y Alfred Hitchcock.
Bound fue alabada por ser posiblemente la primera película estrenada a gran escala que incluía una relación LGBT sin que la homosexualidad fuera el tema principal de su argumento. A pesar de la presencia de una protagonista principal "gay sin complejos", no se considera una "película lésbica". Emanuel Levy dijo que esto era un fallo, que las películas producidas para el gran público con argumentos muy amplios "no representan necesariamente un desarrollo positivo en la realización de películas gais y lésbicas" y que Bound tiene "poco, si es que tiene algo, que ver con el cine lésbico". Jonathan Rosenbaum del Chicago Reader denominó como un "cambió que se agradece" el tener una pareja de lesbianas como protagonistas principales en una película dirigida al gran público. Sarah Warn de AfterEllen.com calificó a Corky como "lo más parecido a una butch real y que genera simpatía que hemos visto en una película a gran escala para el público general". Barry Walters del San Francisco Chronicle alabó la película por mostrar personajes gays que tienen una vida sexual activa. Las escenas de sexo, descritas como explícitas y apasionantes, fueron admiradas por su buen gusto, discreción y realismo. Warn dijo que fueron "algunas de las mejores escenas de sexo lésbico hasta la fecha en una película dirigida al público general".
Los tres actores principales recibieron elogios por sus actuaciones. Ebert señaló que Gershon y Tilly eran eléctricas cuando estaban juntas, y Frazer dijo que le hubiera gustado ver más de su historia de amor. Ciertos críticos sin embargo describieron su relación en la pantalla como poco creíble y que generaba poca simpatía.

### Premios
Bound ganó el Gran Premio del Jurado - Mención de Honor en el L.A. Outfest de 1996, y la Mención de Honor también ese mismo año en el Festival Internacional de Cine de Estocolmo. En el festival Fantasporto de 1997 en Portugal, las hermanas Wachowski recibieron el premio internacional de película de fantasía por ser la mejor película, y Jennifer Tilly obtuvo el premio a la mejor actriz. Bound además ganó el premio de 1997 de la GLAAD de mejor película (estreno a gran escala).